# Giorgos Patis
Giorgos „George“ Patis (griechisch Γιώργος Πάτης, * 16. April 1983 in Thessaloniki) ist ein griechischer Badmintonspieler.

## Karriere
Giorgios Patis nahm zusammen mit seinem Partner Theodoros Velkos im Herrendoppel bei den Olympischen Sommerspielen 2004 in Athen teil. Sie verloren dabei gleich das Auftaktmatch und erreichten somit den 17. Platz in der Endabrechnung. In seiner Heimat Griechenland gewann er vier nationale Titel. In der Saison 2004/2005 siegte er bei den Estonian International.

## Sportliche Erfolge
| Saison    | Veranstaltung                       | Disziplin    | Platz | Name                             |
| --------- | ----------------------------------- | ------------ | ----- | -------------------------------- |
| 1998      | Griechenland: Einzelmeisterschaften | Mixed        | 1     | Giorgos Patis / Chrisa Georgali  |
| 1999      | Griechenland: Einzelmeisterschaften | Herrendoppel | 1     | Vasilios Velkos / Giorgos Patis  |
| 2001      | Griechenland: Einzelmeisterschaften | Mixed        | 1     | Giorgos Patis / Chrisa Georgali  |
| 2001      | Griechenland: Einzelmeisterschaften | Herrendoppel | 1     | Theodoros Velkos / Giorgos Patis |
| 2004      | Olympia                             | Herrendoppel | 17    | Theodoros Velkos / Giorgos Patis |
| 2004/2005 | Estonian International              | Herrendoppel | 1     | Theodoros Velkos / Giorgos Patis |